# Deutsche Dreiband-Meisterschaft 1938

Veranstaltungsort: Magdeburg

Die Deutsche Dreiband-Meisterschaft 1938 (DDM) war die zehnte Ausgabe dieser Turnierserie und fand vom 31. März. bis 3. April in Magdeburg, Sachsen-Anhalt statt.

## Geschichte
Der zweifache Titelgewinner August Tiedtke aus Duisburg errang seinen dritten Titel in Folge, Vizemeister wurde zum vierten Mal Georg Berrisch, nachdem er im Vorjahr nur auf den fünften Platz kam. Nach den regulären Spielen gab es einen Punktegleichstand von 10:4 zwischen Tiedtke und Berrisch, und so musste eine Stichpartie gespielt werden um den Sieger zu ermitteln. Diese gewann der Duisburger relativ knapp mit 50:42 und verwies Berrisch damit erneut auf den zweiten Platz, jedoch stellte Berrisch Tiedtkes Rekord in der Höchstserie (HS) von 11 aus dem Herbst 1935 ein. Auch diesmal hielt Tiedtke dir Turnierrekorde für den Generaldurchschnitt (GD) und den besten Einzeldurchschnitt (BED). Nachdem er an der vorherigen Meisterschaft nicht teilgenommen hatte, belegte der fünfmalige Gewinner Otto Unshelm wieder den dritten Platz, wie auch schon 1935, wieder punktegleich und mit dem besseren GD. Der Turnierneuling Karl Kredel wurde sieglos Letzter.

## Modus
Es spielte „Jeder gegen Jeden“ (Round Robin) auf 50 Punkte mit Nachstoß.

## Abschlusstabelle
| Legende | Legende                                       |
| --- | --------------------------------------------- |
| Abk. | Bedeutung                                     |
| Pkt. | erzielte Punkte                               |
| Aufn. | benötigte Aufnahmen                           |
| ED | Einzeldurchschnitt                            |
| GD | Generaldurchschnitt                           |
| VGD | Verhältnismässiger Generaldurchschnitt        |
| BMD | Bester Mannschaftsdurchschnitt                |
| BED | Bester Einzeldurchschnitt                     |
| BSD | Bester Satzdurchschnitt                       |
| BEVD | Bester Einzel Verhältnismässiger Durchschnitt |
| HS | Höchstserie                                   |
| MP | Match Points                                  |
| PP | Partie Punkte                                 |
| G-U-V | Gewonnen-Unentschieden-Verloren               |
| SV | Satzverhältnis                                |
| WRP | Weltranglistenpunkte                          |
| | 1. Platz (Gold)                               |
| | 2. Platz (Silber)                             |
| | 3. Platz (Bronze)                             |
| | Bester GD des Turniers/Runde                  |
| | Bester VGD des Turniers/Runde                 |
| | Bester ED des Turniers/Runde                  |
| | Bester BVGD des Turniers/Runde                |
| | Beste HS des Turniers/Runde                   |
| (Evtl. finden nicht alle Begriffe Anwendung oder einige sind nicht aufgeführt. Diese können in der Liste der Karambolage-Begriffe nachgesehen werden.) |                                               |

| 1                                             | August Tiedtke (Düsseldorf)   | 10:4 | 346 | 504 | 0,686 | 0,961 | 6  |
| 2                                             | Georg Berrisch (Essen)        | 10:4 | 336 | 579 | 0,580 | 0,641 | 6  |
| 3                                             | Otto Unshelm (Magdeburg)      | 8:6  | 317 | 540 | 0,587 | 0,675 | 5  |
| 4                                             | Erich Stoewe (Berlin)         | 8:6  | 312 | 542 | 0,575 | 0,833 | 5  |
| 5                                             | Willy Pesch (Köln)            | 8:6  | 311 | 546 | 0,569 | 0,735 | 5  |
| 6                                             | Gerd Thielens (Gelsenkirchen) | 6:8  | 306 | 502 | 0,609 | 0,704 | 8  |
| 7                                             | Ernst Halbach (W.-Elberfeld)  | 6:8  | 298 | 546 | 0,545 | 0,704 | 7  |
| 8                                             | Karl Kredel (Köln)            | 0:14 | 263 | 619 | 0,424 | –     | 5  |
| Turnierdurchschnitt: 0,568 (ohne Stichpartie) |                               |      |     |     |       |       |    |
| Stichpartie                                   |                               |      |     |     |       |       |    |
| -                                             | August Tiedtke                | 2:0  | 50  | 65  | 0,769 | 0,769 | 7  |
| -                                             | Georg Berrisch                | 0:2  | 42  | 65  | 0,646 | –     | 11 |
| nach Stichpartie                              |                               |      |     |     |       |       |    |
| 1                                             | August Tiedtke (Düsseldorf)   | 12:4 | 396 | 569 | 0,695 | 0,961 | 7  |
| 2                                             | Georg Berrisch (Essen)        | 10:6 | 378 | 644 | 0,586 | 0,641 | 11 |
| Turnierdurchschnitt: 0,572 (mit Stichpartie)  |                               |      |     |     |       |       |    |